# Санта Марија деле Грације (Козенца)
Санта Марија деле Грације је насеље у Италији у округу Козенца, региону Калабрија.
Према процени из 2011. у насељу је живело 46 становника. Насеље се налази на надморској висини од 253 м.